# 얼터너티브 메탈
얼터너티브 메탈(Alternative metal)은 1990년대 초반에 그런지와 함께 인기를 얻었던, 헤비메탈 음악의 절충된 형식이다. 육중한 리프와 같은 헤비메탈의 잔재를 가지고 온 것으로 특정지울 수 있다. 하지만, 대부분 명백하게 실험적인 면모를 가지는데, 판에 박히지 않은 가사, 기묘한 박자기호(time signatures), 전형적인 메탈보다 많은 싱코페이션의 사용, 평범하지 않은 테크닉, 헤비메탈 음악에 대한 관습적인 접근에 대한 거부, 헤비메탈 음악 밖에서의 광범위한 영향을 받은 점 등을 포함한다.